# Tammy Murphy
Tammy Murphy, née Snyder, le 5 août 1965, est une personnalité politique américaine membre du Parti démocrate. Epouse de Phill Murphy, elle est la première dame du New Jersey depuis 2018.

## Biographie

### Origine et éducation
Née Tammy Snyder, Tammy Murphy est originaire de  Virginia Beach, en Virginie, de père juif , et de mère immigrante britannique et ancienne mannequin. Ses parents sont propriétaires d'un « empire » de concessionnaires automobiles.
Selon le  magazine New York,, Murphy obtient son diplôme en 1983 en fréquentant  le pensionnat Phillips Academy Andover . Elle s'offre aussi un baccalauréat en arts et en  commmunication puis un autre en anglais à l' Université de Virginie en 1987,.

### Vie privée

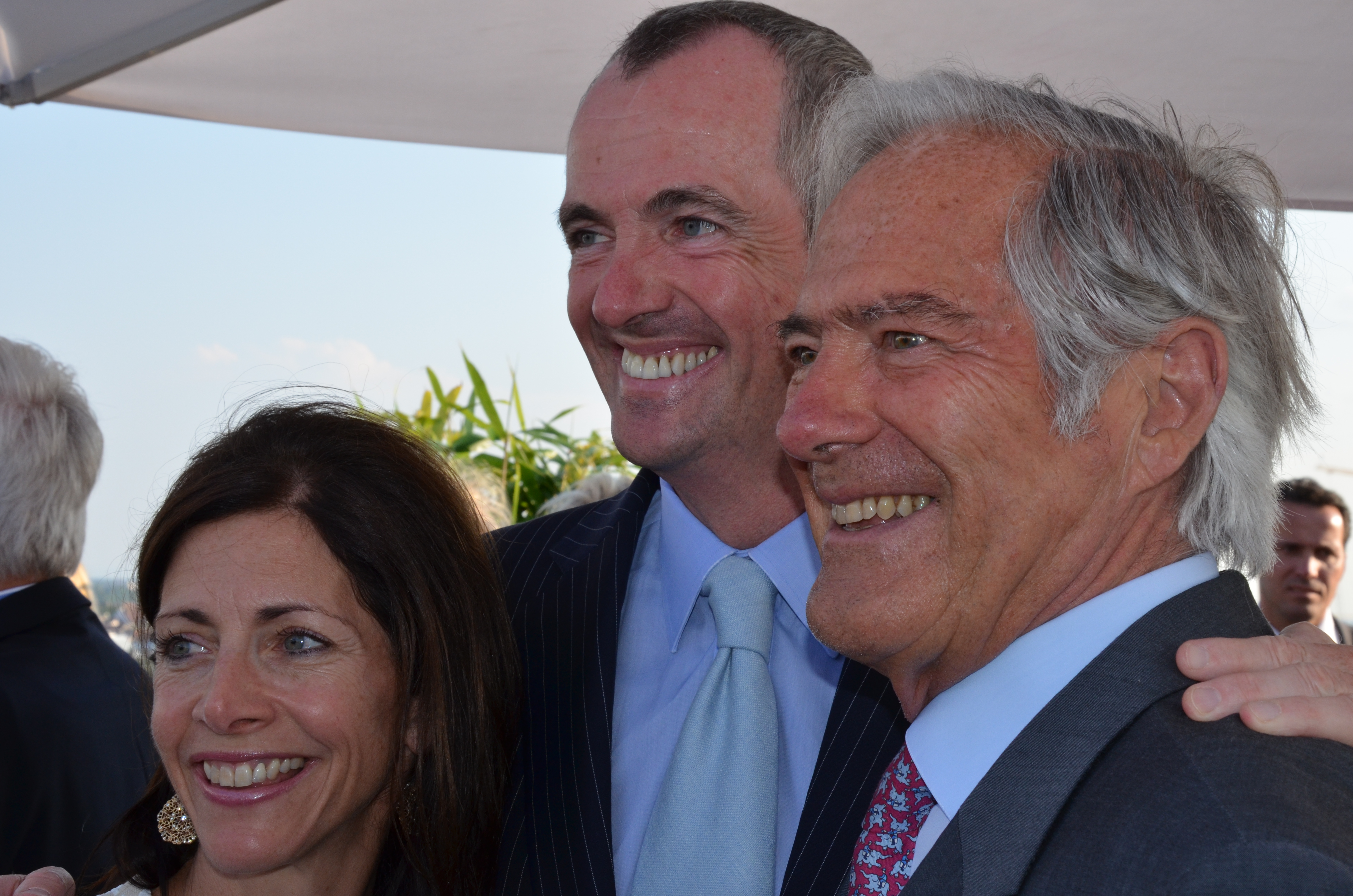
Tammy et Phil Murphy avec Roland Berger, 2012

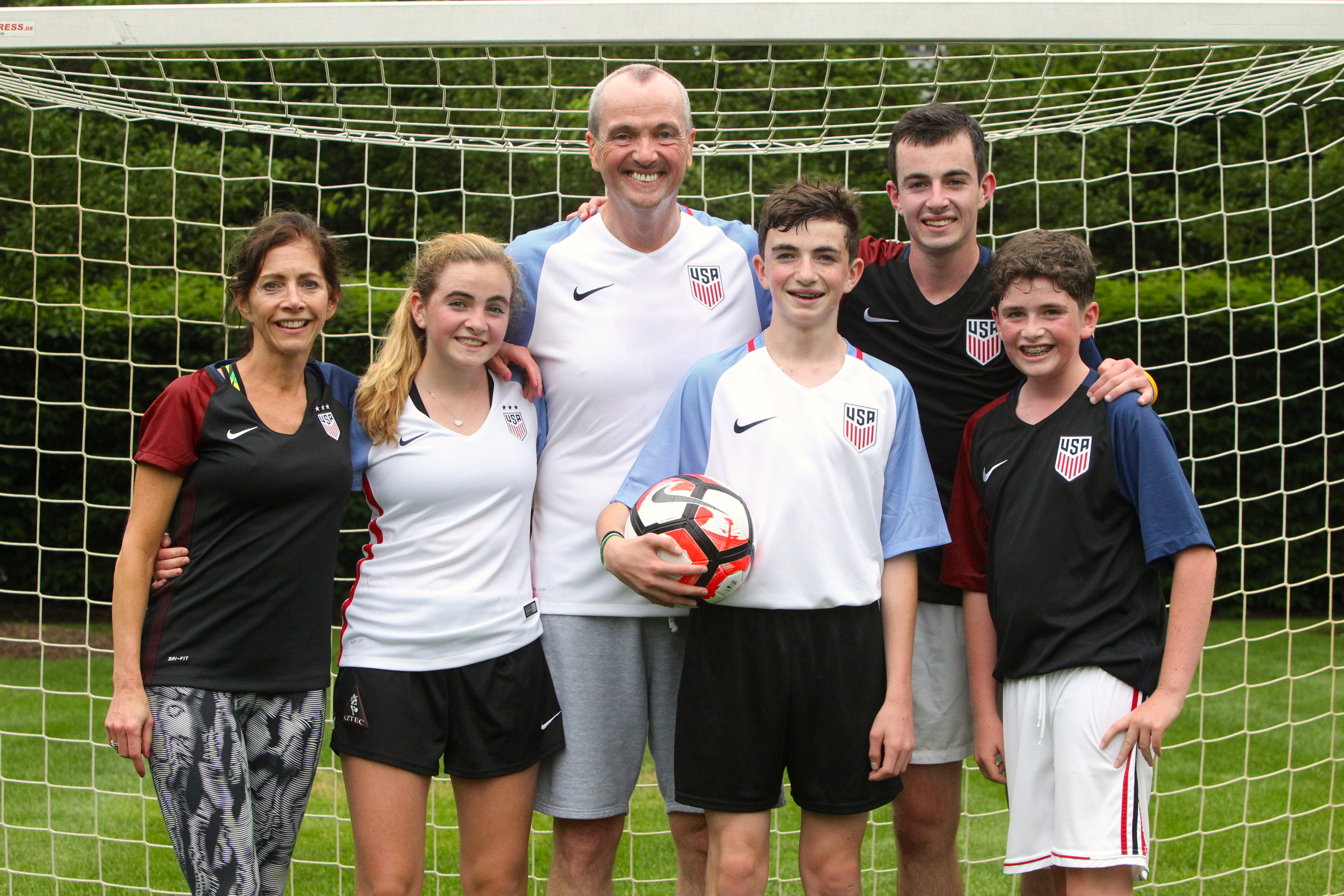
Murphy (à l'extrême gauche) avec sa famille en 2016

Etudiante à l'université, en 1987, Tammy fait connaissance de son futur mari Phil . Ils se rencontrent  à nouveau en tant qu'employés de Goldman Sachs. Tammy contacte Phil en 1993 après la mort de son frère et les deux  dînent. Ils font leurs fiançailles 18 jours plus tard et se marient six mois après.
Les Murphy ont quatre enfants . Tous les membres de la famille sont fans de football et participent à des matchs de football familiaux. En 2000, la famille déménage à Middletown Township, dans le New Jersey et en Allemagne pendant quatre ans pendant que Phil est ambassadeur . Ils sont des amis de Jon Bon Jovi et de sa famille .
Étant donné que Phil Murphy travaille chez Goldman Sachs jusqu'à sa retraite en 2006 et au moment de son introduction en bourse, la fortune des Murphy est estimée à plusieurs centaines de millions de dollars (selon une estimation rapportée dans Der Spiegel en 2009). D'autres sources estiment sa valeur nette à environ 80 millions de dollars. Selon NJ Advance Media, de 2010 à 2018 seulement, le couple gagne un total combiné de 41,45 millions de dollars grâce à leurs investissements et à leurs droits.
Polyglotte, Tammy parle l'allemand et un peu l'italien, en plus de l'anglais.

### Parcours professionnel
Après son diplôme universitaire, Murphy travaille en tant qu'analyste pour Goldman Sachs dans le département immobilier, de 1987 à 1989 .
Elle quitte Goldman pour travailler chez Investcorp à Londres pendant trois ans, de 1990 à 1993. Elle démissionne pour épouser Phill Murphy en 1994, âgée de 27 ans. Elle déménage à Francfort en Allemagne où ce dernier travaille,,.

## Engagement socio-politique

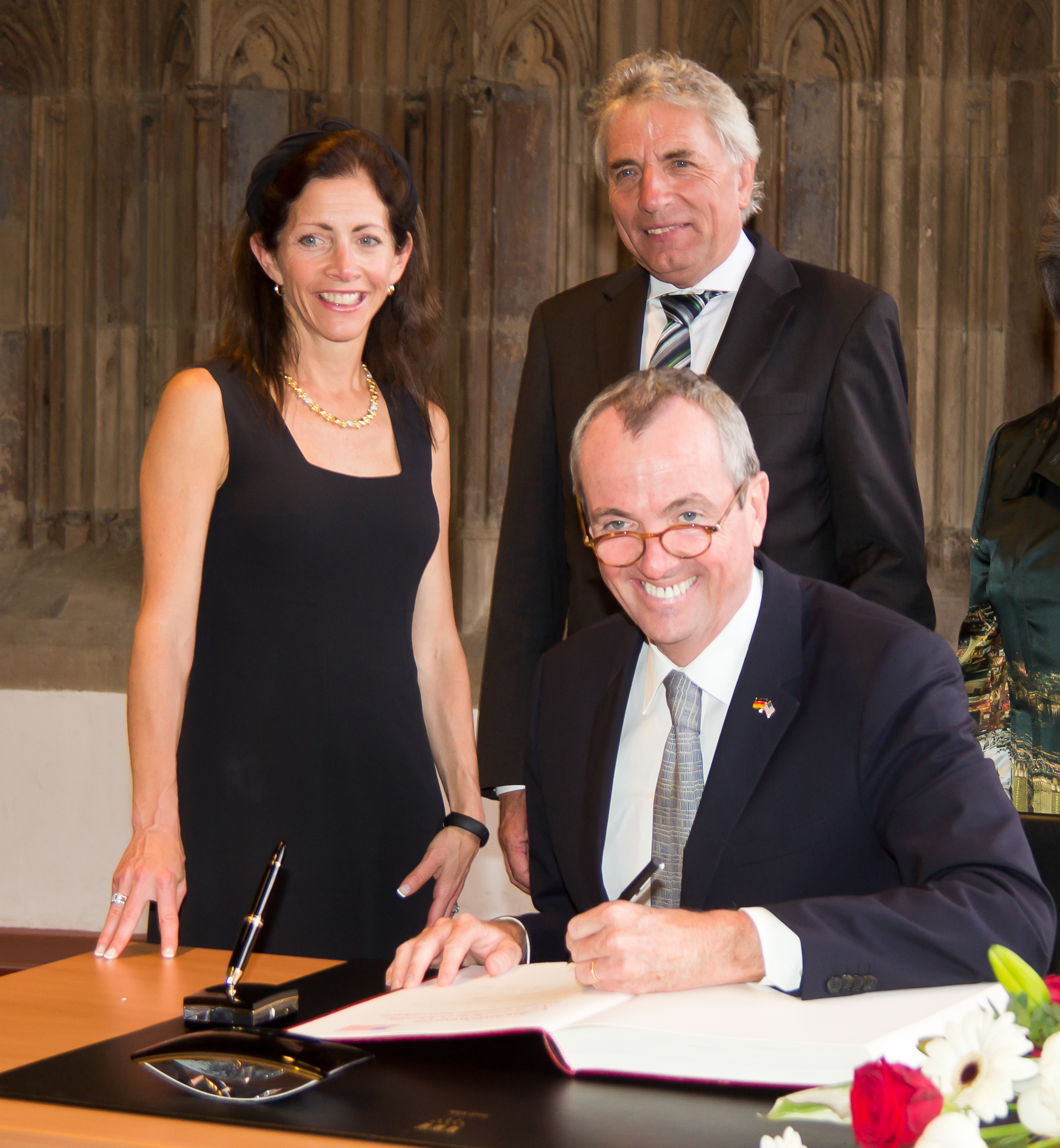
Murphy et le maire de Cologne, Jürgen Roters, regardent en 2013 le mari de Murphy signer un livre d'or en tant qu'ambassadeur des États-Unis en Allemagne

Murphy siège aux conseils d'administration des écoles de ses enfants, l'école privée Rumson Country Day School et le pensionnat Phillips Andover, ainsi qu'à celui du Count Basie Center for the Arts, entre autres. Alors que son mari travaille comme ambassadeur des États-Unis en Allemagne de 2009 à 2013, Murphy, selon sa biographie, préside des réunions, prononce des discours et organise  des repas et des réceptions pour contribuer à développer davantage les relations germano-américaines. En 2015, elle est nommée au conseil des visiteurs de l'Université de Virginie.
A l'approche du lancement de la campagne de Phil Murphy, elle et son mari fondent New Start New Jersey en 2014, un groupe de réflexion pour aider à « développer la classe moyenne et relancer l'économie de l'État » qu'elle anime. Elle cesse ses activités en 2017 à la suite de son élection.
Issue d'une famille républicaine, elle s'investit dans les campagnes présidentielles de George W. Bush en 2004 et en2000, ainsi qu'à la campagne sénatoriale de Rick Lazio contre Hillary Clinton, en 2000,.
De plus, Murphy fait des dons à plus de 300 candidats et comités, depuis 2000, notamment à Bush, à Lazio et au Parti républicain du New Jersey et des dons à des candidats démocrates, dont Al Gore, Hillary Clinton , et Bob Torricelli. Politico et le New York Times décrivent Tammy Murphy comme une « collectrice de fonds prolifique » pour les dirigeants du Parti démocrate,.
Les sources diffèrent quant à la date à laquelle Murphy est devenue démocrate. Lors d'un débat télévisé, le 18 février 2024, Murphy déclare qu'elle est démocrate « depuis dix ans » . Autrefois, Murphy, malgré son bilan de vote primaire jusqu'en 2014 en tant que républicaine, affirme avoir changé de parti politique dans les années 2000 en raison de ses positions sur des questions comme l'avortement, le contrôle des armes à feu et l'environnement.
Son mari, Phil Murphy, devient président des finances du Comité national démocrate en 2006 et ambassadeur des États-Unis en Allemagne en 2009. À la suite d'un don important des Murphy, Al Gore recrute Murphy pour être membre fondatrice du groupe environnemental The Climate Reality Project. Al Gore qualifie Tammy Murphy de « l'une des défenseures de l'environnement les plus intelligentes, les plus éloquentes et les plus engagées».
Tammy Murphy est l'une des 14 grands électeurs présidentiels du New Jersey pour Joe Biden lors de l' élection présidentielle de 2020.

## Militantisme pour Phill Murphy

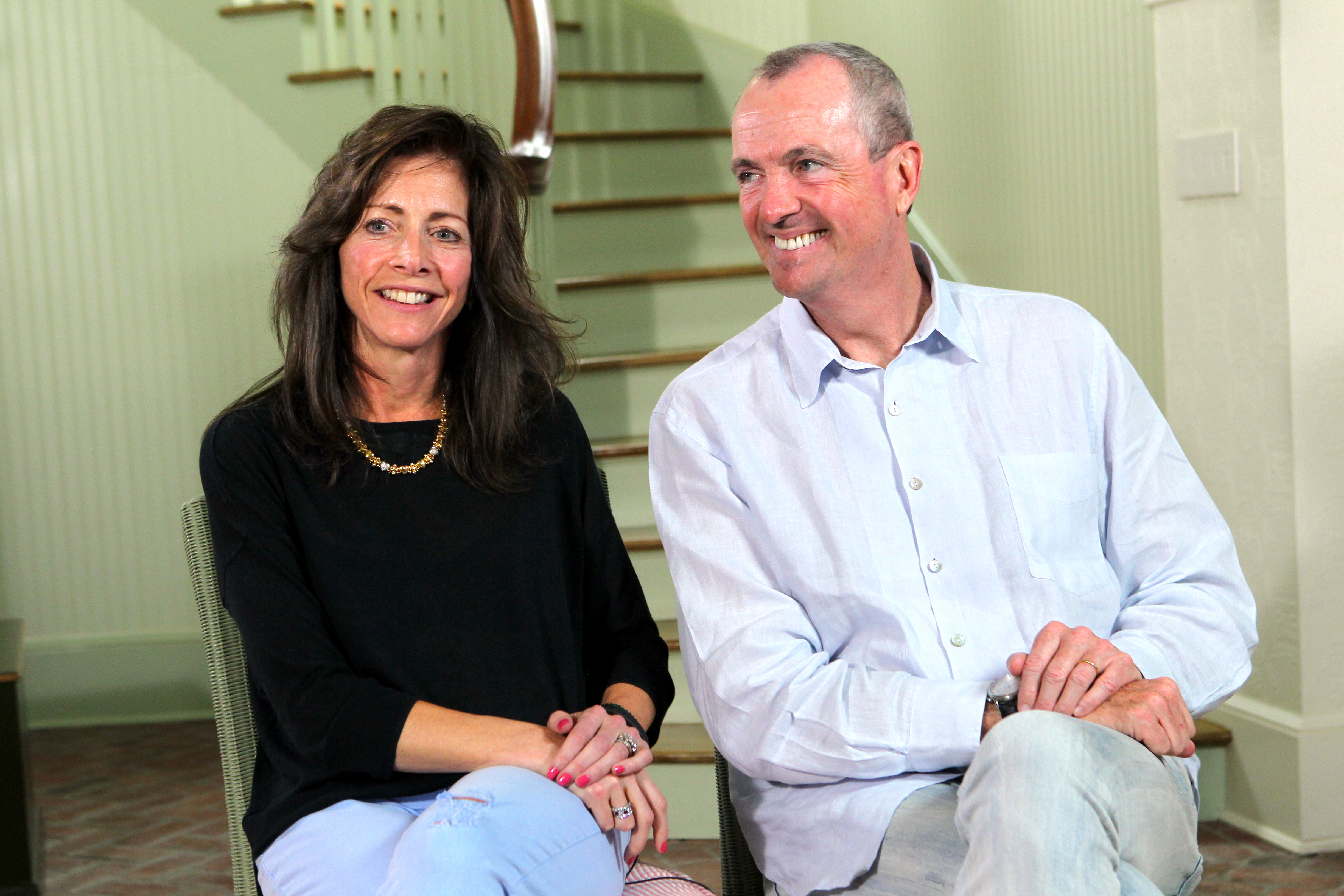
Murphy et son mari en 2016, lors de sa campagne pour le poste de gouverneur.

Tammy Murphy est active dans la campagne de son mari en 2017 pour le poste de gouverneur du New Jersey . Phil l'appelle sa présidente des finances, de facto. Elle participe à des événements de campagne avec et sans son mari. Phil Murphy est élu gouverneur le 7 novembre 2017 et prête serment le 16 janvier 2018.

## Première dame du New Jersey

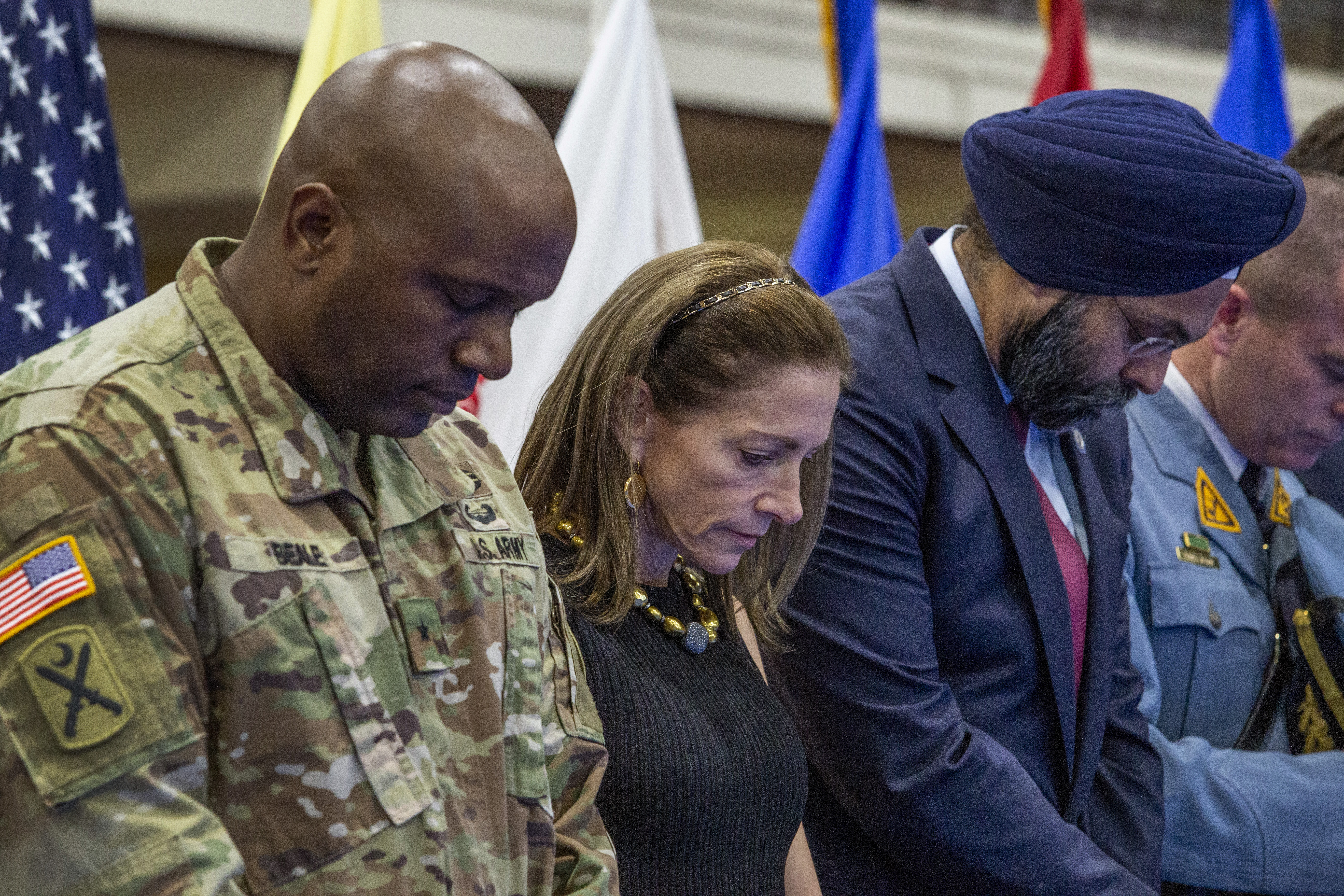
Murphy rejoint le général adjoint du New Jersey Jemal J. Beale (à gauche) et le procureur général du New Jersey Gurbir Grewal (à droite) lors d'un événement en 2019

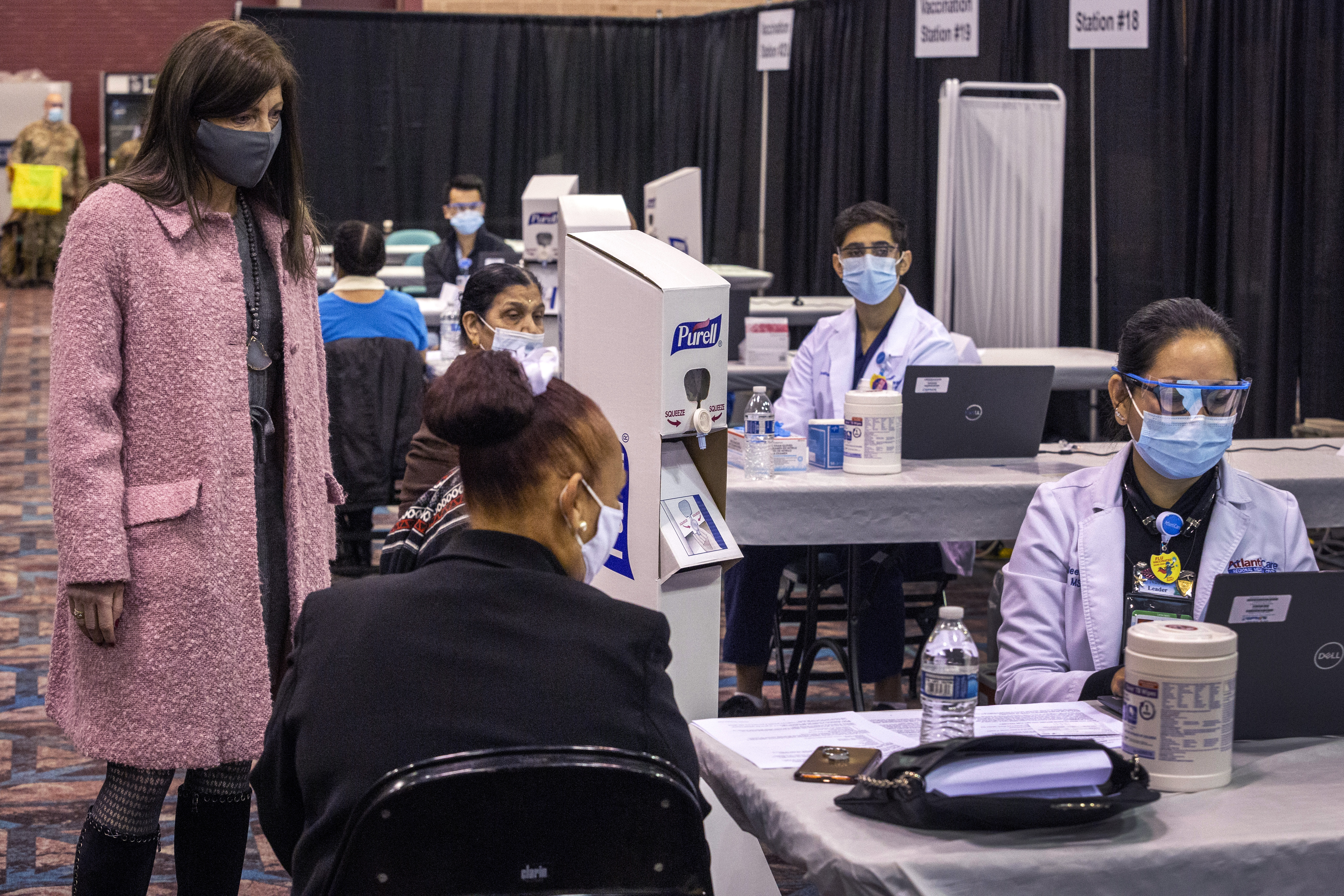
Murphy (à gauche) visite le super site de vaccination contre la COVID-19 au centre de congrès d'Atlantic City en janvier 2021

Le gouverneur fait de Murphy la première épouse d'un gouverneur du New Jersey à prononcer son propre discours lors de l'investiture, l'intégrant dans son administration,. Le gouverneur ordonne à au moins un membre de son personnel de rendre compte à Murphy en tant que chef de cabinet. Des médias rapportent que Tammy Murphy « joue un rôle central » dans l'administration du gouverneur Murphy, citant des législateurs d'État anonymes et d'autres personnalités politiques qui travaillent directement avec le bureau du gouverneur.
Tammy se fait connaître dans l'État pour défendre les intérêts des femmes enceintes et post-partum et de leurs nourrissons. Le gouverneur Murphy nomme sa femme « fondatrice » d'une entité financée par l'État pour la santé maternelle, connue sous le nom de Nurture NJ. En 2021, le gouverneur Phil Murphy signe une loi visant à lancer un programme universel de visites à domicile pour les nouveau-nés à l'échelle de l'État,.
Lors du lancement de sa campagne au Sénat américain, Murphy parle de ses initiatives (comme la fondation, grâce à son accès personnel au gouverneur, de Nurture NJ) qui ciblent le taux élevé de mortalité maternelle du New Jersey, en particulier chez les femmes issues des minorités. Elle note l'élévation du New Jersey par rapport au classement national en matière de taux de mortalité maternelle ,,.
En 2021, pendant le mandat de son mari, elle est nommée présidente honoraire du New Jersey Council on the Green Economy. Elle  fait du réchauffement climatique et du changement climatique une partie intégrante du programme scolaire du New Jersey.
Malgré son statut de non-élue, elle s'engage dans la négociation d'accords politiques, notamment sur la législation énergétique, les crédits pour l'enseignement supérieur et la désignation d'une aire de repos autoroutière.
Grâce à son accès au gouverneur, selon un communiqué de presse, elle s'associe à la New Jersey Economic Development Authority (NJDEA) pour établir une section de Golden Seeds, une société d'investissement providentiel investissant dans des entreprises dirigées par des femmes, dans le New Jersey .

## Campagne sénatoriale 2024
Le 15 novembre 2023, Tammy annonce sa candidature aux élections sénatoriales américaines de 2024 dans le New Jersey contre le titulaire Bob Menendez et le représentant démocrate à la Chambre des représentants des États-Unis Andy Kim. C'est  la première fois qu'elle se présente  à une élection politique . Les priorités de sa campagne comprennent  le droit à l'avortement, le droit de vote et la sécurité des armes à feu.
Par le passé, Murphy préside une organisation d'argent noir appelée Stronger Fairer Forward pour promouvoir le bilan du gouverneur. Après l'annonce de Murphy au Sénat, les médias et les adversaires de sa campagne soulignent que Murphy dirige cette organisation et refuse de divulguer ses donateurs,.
En février 2024, elle fait diffuser une publicité de campagne filmée devant le siège de la National Rifle Association dans laquelle elle s'engage à soutenir diverses mesures de contrôle des armes à feu. Kim  critiques ses dons lors de la campagne Bush-Cheney de 2004 qui  prônent l'immunité judiciaire pour les fabricants d'armes à feu,,.

### Approbations et allégations de népotisme
Le 17 novembre 2023, deux jours après avoir annoncé sa candidature, le membre du Congrès du New Jersey Josh Gottheimer soutient Murphy. Au cours de la semaine suivante, elle est soutenue par quatre autres membres du Congrès démocrates du New Jersey - les représentants Frank Pallone, Donald Norcross, Bill Pascrell et Donald Payne Jr .
Les médias rapportent l'importance du soutien des dirigeants démocrates au niveau du comté lors de l'éventuelle primaire. Il est noté que les bulletins de vote des élections primaires dans tous les comtés du New Jersey, sauf deux, placent les candidats approuvés par l'organisation du parti du comté dans la colonne de la limite du comté du bulletin de vote.
Le 22 décembre, le journal The New York Times critique le système des frontières du comté lui-même comme une forme de « suppression des électeurs », et qualifie l'utilisation de ce système par Murphy de népotisme, car « six des sept dirigeants de comté qui soutiennent Mme Murphy dans les trois jours suivant son entrée dans la course ont également des incitations financières pour plaire au gouverneur ». Une porte-parole de la campagne de Murphy défend quant à elle ces soutiens, affirmant que « la première dame travaille dans le cadre du système existant » et que « les premiers soutiens sont le résultat des « relations profondes qu'elle construit » et de « son bilan » ».
Le 21 décembre 2023, le président du Sénat de l'État du New Jersey et président du Parti démocrate du comté d'Union, Nicholas Scutari, appuie Murphy dans la course au Sénat. Selon le New Jersey Globe, Murphy est alors soutenue par les présidents démocrates des comtés de Bergen, Camden, Essex, Hudson, Middlesex, Passaic, Somerset et Union.
Certaines sources anonymes sapent en privé leur propre soutien public à Murphy ou sa réputation auprès des journalistes politiques, soulevant des inquiétudes quant au népotisme politique qui motive leur soutien initial,.

### Suspension de la campagne
Le 24 mars 2024, Murphy suspend sa campagne pour le Sénat. Elle déclare : « Avec Donald Trump en lice et tant d'enjeux pour notre nation, je ne gaspillerai pas de ressources en toute bonne conscience pour démolir un collègue démocrate », libérant  le terrain son adversaire Kim et faisant l'objet de critiques,,,.

## Copropriété du NJ/NY Gotham FC
Fondateurs et copropriétaires du NJ/NY Gotham FC, une équipe professionnelle de football féminin, Murphy et son mari fonde l'équipe en 2007 où elle est le président du club,.
Les médias  rapportent en 2018  que l'équipe est  « en proie à des logements insalubres, à des installations de qualité inférieure et à une mauvaise gestion ». En 2024, Politico relate  que Murphy est critiquée pour la façon dont « l'équipe de football féminin dont elle et son mari sont copropriétaires, le Gotham FC, s'est avérée [...] offrir de mauvaises conditions de vie et de jeu, ce qui  incite  Murphy à s'impliquer davantage dans le club ».
En réponse aux allégations concernant l'équipe de football féminin, Murphy affirme  qu'elle et son mari ne sont pas au courant des conditions de vie des joueuses et des allégations d'abus. Après avoir pris connaissance du rapport détaillant ces allégations, Murphy « joue un rôle plus actif dans l'équipe, la renommant Gotham FC et déplaçant les joueuses à la Red Bull Arena à Harrison, amorçant un redressement qui aboutit au championnat de la National Women's Soccer League (NWSL) de la saison dernière ».

### Note
- (en) Cet article est partiellement ou en totalité issu de l’article de Wikipédia en anglais intitulé « Tammy Murphy » (voir la liste des auteurs).